# برند إردمان
برند إردمان (بالألمانية: Bernd Erdmann) هو لاعب كرة قدم ومدرب كرة قدم ألماني، ولد في 23 أكتوبر 1942 في برلين في ألمانيا. لعب مع تنس بوروسيا برلين.

## وصلات خارجية
- برند إردمان على موقع بيانات كرة القدم. دي إي (الألمانية)